# یواس‌اس سالینان (ای‌تی‌اف-۱۶۱)
یواس‌اس سالینان (ای‌تی‌اف-۱۶۱) (به انگلیسی: USS Salinan (ATF-161)) یک کشتی است که طول آن ۲۰۵ فوت (۶۲ متر) می‌باشد. این کشتی در سال ۱۹۴۵ ساخته شد.